# 迪拜環球港務
杜拜環球有限公司（阿拉伯聯合大公國）（阿拉伯语：‎、Dubai Ports World），是阿拉伯聯合酋長國的國有企業。

## 历史
成立於2005年，由是迪拜港務局和迪拜港口國際公司合併而成。此後，它以3.3億英鎊收購英國鐵行公司。它目前是全球第三大集裝箱碼頭營運商，擁有52個集裝箱碼頭公司、4個自由貿易區和3個物流中心，辦事處遍布全球30個國家。其母公司是迪拜世界集團，公司主席是蘇爾坦·艾哈邁德·本·蘇萊姆。
迪拜環球港務目前在中國經營五個集裝箱碼頭，包括香港的葵涌3號及8號(西)碼頭、煙臺環球碼頭、青島前灣集裝箱碼頭和天津東方海陸集裝箱碼頭。
2013年3月7日和記港口信託以總代價39.17億元向迪拜環球港務持有55%及新加坡港務局持有45%收購持有葵涌8號貨櫃碼頭西冀的亞洲貨櫃碼頭的ACT Holdings全部股權，並支付7.5億元以為其償還債務。
2013年3月7日迪拜環球港務以35億元港幣，約合4.5億美元的作價出售位於香港葵涌貨櫃碼頭的亞洲貨櫃物流中心25%的權益和三號碼頭海陸貨櫃碼頭公司75%的權益售給澳洲嘉民集團旗下的嘉民香港物流基金

## 連結
- 迪拜環球港務集團 （页面存档备份，存于）
- 迪拜世界中文網站